# Трг слободе (Будимпешта)
Трг слободе (мађ. Szabadság tér) је градски трг који се налази у насељу Липотварош у у V округ у Будимпешти. Саграђен је око 1900. године на месту некадашње касарне и садржи велики број споменика.

## Опис трга
Трг је правоугаоног облика и простире се у правцу север-југ. Налик парку, садржи пешачки простор, места за седење, дечије игралиште, као и велики број споменика.
Трг окружују бројне пословне и стамбене зграде.
Са западне стране трга налазе се зграде Амбасаде Сједињених Америчких Држава у Мађарској, саграђена 1903. године, и Мађарске народне банке коју је пројектовао Игнац Алпар и која је изграђена 1902-1905. године.
Са источне стране налази се некадашњи дом Будимпештанске берзе, зграда коју је такође пројектовао Игнац Алпари а изграђена је 1907. године.
На јужном делу трга истиче се Споменик жртвама немачке окупације. Споменик је дело мађарског вајара Петера Рааба Парканија и подигнут је у јулу 2014. године. У близини споменика је интерактивна фонтана.
На северној страни трга је Споменик совјетској Црвеној армији, споменик војницима палим током ослобађања Будимпеште од нациста. Споменик је пројектовао Карољ Антал 1946. године.
На тргу се налазе споменици Роналду Регану и Џорџу Бушу, као и америчком генералу Харију Хилу Бандхолцу.

## Историја
На месту данашњег Трга слободе, налазила се зграда касарне („Újépület“), велики квадратни комплекс са 4 додатне зграде на угловима. Зграда је подигнута 1786. године у име аустријског цара Јосифа II. Од 1793. до 1796. служила је као затвор. После Мађарске револуције, ту је 6. октобра 1849. погубљен гроф Лајош Баћани, први премијер независне владе Мађарске. Зграда је срушена 1897. године и на том месту је подигнут трг.
Недалеко од трга на углу улица Батхори и Холд, од 1926. године, налази се споменик, вечни пламен у част свих погинулих у устанку.

## Галерија
- Зграда Мађарске народне банке
- Споменик америчком генералу Харију Хилу Бандхолцу
- Споменик совјетској Црвеној армији
- Споменик жртвама немачке окупације